# Epistola ai Pisoni
L'Epistola ai Pisoni (Epistula ad Pisones, in latino), detta anche Ars Poetica, è un componimento di Quinto Orazio Flacco del 13 a.C.

## Contenuto
Il componimento fu molto probabilmente concepito dall'autore come a sé stante, ma dagli editori rinascimentali in poi invalse l'uso di includerlo nel secondo libro delle Epistole, per affinità tematica (il libro in questione comprende due epistole su questioni di critica letteraria).
Il poema, infatti, rappresenta un vero trattato sulla poesia, paragonabile, guardando nel passato, solo alla Poetica di Aristotele, e nel quale Orazio disegna una sintesi teorica della natura, degli scopi e degli strumenti della poesia.
Qui egli sosteneva la ripresa della poesia e del teatro arcaico, affermando il ruolo dei modelli greci; difendeva la poesia docta alessandrina e sottolineava l'importanza della callida iunctura (il rapporto logico ed eufonico delle parole del carme) e del "labor limae" (letteralmente, il lavoro di cesello, ovvero un severo perfezionamento del prodotto d'ingegno, con continue revisioni).
Le teorie contenute nell'Ars Poetica poggiano sul fondamento dell'aristotelismo così come era stato divulgato dagli scritti di Neottolemo di Pario; in particolare, Orazio ha ben presente il precetto aristotelico che vede la poesia come un organismo vivente.
L'epistola ai Pisoni, dopo una sezione introduttiva, si occupa di questioni di ordine e di stile, contenutistiche e linguistiche: dà suggerimenti su come creare uno stile perfetto, spiega come si debba sempre usare una lingua facile da capire. Infine, il poeta deve saper distribuire ogni particolare in modo appropriato e non deve mai spingersi troppo al di là delle proprie capacità. Segue il principio che l'arte deve unire l'utile al dilettevole, dove per comporre una poesia è necessaria sia la genialità dell'ispirazione (ingenium), sia l'ars per elaborare un componimento in perfetto stile.